# دبليو دبليو إي تو كي 24
دبليو دبليو إي تو كي 24 (بالإنجليزيَّة: WWE 2K24) هي لعبة فيديو رياضية للمصارعة المحترفة تم تطويرها بواسطة فيجوال كونسبتس ونشرتها 2K. وهي الدفعة الشاملة الرابعة والعشرون من سلسلة ألعاب الفيديو المبنية على اتحاد WWE، واللعبة العاشرة تحت شعار WWE 2K، وخليفة WWE 2K23. صدرت اللعبة بتاريخ 8 مارس 2024 لأجهزة بلاي ستيشن 4 وبلاي ستيشن 5 ومايكروسوفت ويندوز وإكس بوكس ون وإكس بوكس سيريس إكس وسيريس إس.
تلقت WWE 2K24 مراجعات إيجابية عمومًا عند إصدارها، حيث اعتبرها النقاد أنها تتكون إلى حد كبير من تحسينات وتعديلات إضافية على سابقتها.

## طريقة اللعب
مثل سابقتها، تتميز لعبة WWE 2K24 بلعبة آركيد ومحاكاة للمصارعة. عادت العديد من المباريات الخادعة إلى الامتياز، مثل مباريات الإسعاف والنعش والقفاز ومباريات الحكم الضيف الخاصة. تم تحديث وضع "باكستيج برول" بمجموعة أكبر من الأسلحة وتعدد اللاعبين لأربعة لاعبين. تشمل ميزات القتال الجديدة على ميزة "Super Finishers" - التي تسمح للاعبين باستخدام جميع شحناتهم النهائية الثلاثة في وقت واحد لأداء حركة أعلى قوة، والقدرة على الغوص في مجموعات من المعارضين، وأنواع جديدة من الكائنات كأسلحة مثل الميكروفونات و سلة المهملات.
تم تصميم وضع عرض "Show Case"، حول المباريات البارزة من تاريخ راسلمانيا، بما في ذلك إعادة إنشاء الأماكن الخاصة بها (مثل ملعب صوفي لـ راسلمانيا 39). يتضمن لقطات أرشيفية ممزوجة بطريقة اللعب، كما يحتوي على مقاطع رواها كودي رودز.

## روابط خارجية
- الموقع الرسمي